# Meganekko
Meganekko (メガネっ娘?) è una parola giapponese traducibile come "ragazza con gli occhiali". Deriva dalla parola "occhiali" (眼鏡?, megane) e "ragazza" (娘?, ko).

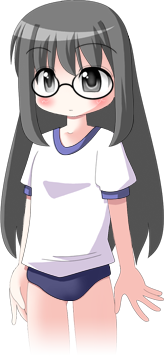
Esempio di una meganekko

Il termine viene utilizzato per descrivere quelle persone (donne giovani) il cui tratto distintivo è principalmente quello di indossare gli occhiali. Il suo utilizzo è principalmente nell'ambito del fandom legato agli anime, manga e videogiochi, e serve proprio ad indicare come l'aspetto più attraente di un personaggio femminile sia proprio la caratteristica degli occhiali, benché non è necessariamente vero che lo stesso personaggio non sarebbe considerato attraente senza occhiali.
Il loro utilizzo può o meno avere a che fare con la vista di un personaggio, ed è spesso un costume "neutro", non strettamente associato a feticismi più evidenti come quello della cameriera francese o dell'uniforme scolastica. Spesso i personaggi meganekko sono associati a comportamenti da personaggio "perdente" o da "topo da biblioteca". Un esempio classico può essere considerato Miyuki Takara dell'anime Lucky Star. Lo stereotipo più comune associato con il termine, soprattutto nei prodotti destinati ad un pubblico più giovane è quello del "Rappresentante di classe" (iinchō).
I personaggi maschili che indossano occhiali vengono genericamente chiamati megane, megane otoko (メガネ男子?) o meganedanshi.